# 알렉스 그레이브스

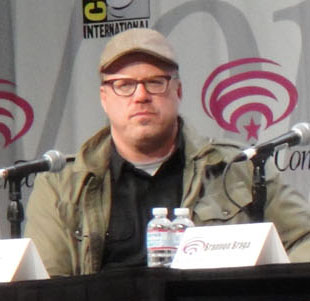

알렉스 그레이브스(Alex Graves, 본명: 알렉산더 존 그레이브스, Alexander John Graves, 1965년 7월 23일 ~ )는 미국의 영화 감독, 텔레비전 감독, 텔레비전 프로듀서, 각본가이다.
미주리주 캔자스시티에서 태어났다. 캔자스 대학교와 서던캘리포니아 대학교를 다녔다.

## 경력
앨리 맥빌, 더 프랙티스의 에피소드들을 감독함으로써 경력을 시작했다.
웨스트 윙 시리즈의 34개 에피소드를 감독하였다. 또, 이 드라마에서 프로듀서, 총감독 등을 맡았다.